# Stefano Tempesti
Stefano Tempesti (Prato, 9. lipnja 1979.), talijanski vaterpolski vratar. Ponikao je u klubu Futura Prato, zatim je igrao za Rari Nantes Florentiu, a od 2003. igrač je Pro Recca. Debitirao je za talijansku reprezentaciju 1999. Smatra se jednim od najboljih vaterpolskih vratara svijeta. Visok je 205 cm i težak 99 kg.